# Intragna (Tessin)
Pour les articles homonymes, voir Intragna.
Intragna est une localité et une ancienne commune suisse du canton du Tessin.

## Géographie

Photo aérienne (1964)

La commune est située au confluent des rivières Isorno et Melezza.

## Culture
Le musée régional des Centovalli et du Pedemonte, ouvert en 1989.

## Points d'intérêt
Le clocher de l'église San Gottardo d'Intragna, situé au milieu du village est le plus haut du Tessin. Construit en 1722, il atteint les 65 mètres de haut.
Le pont romain au dessus de la Melezza, construit en 1578, est un pont piéton en pierre qui permet de joindre Intragna à la piste muletière menant à Rasa. C’est le plus vieux pont de ce type dans la région.